# Даурская галка
Дау́рская га́лка, или пе́гая га́лка (лат. Coloeus dauuricus) — вид птиц из рода Coloeus семейства врановых (Corvidae). Первое описание датируется 1776 годом.

## Описание
Похожа на европейскую галку (Coloeus monedula), отличаясь от неё раскраской: те части оперения, которые у европейских галок серые, у даурских галок почти белые. Радужная оболочка глаз, наоборот, у даурских галок тёмная, а у европейских галок почти белая. Длина тела достигает 32 см. Самки достигают массы тела 175–235 г. Вес самца от 185 до 235 г.

## Распространение
Даурская галка обитает в Восточной Азии (российский Дальний Восток и Забайкалье, восточный и северо-восточный Китай, Корея). Населяет открытые леса, долины рек, открытые холмы и горные ландшафты.

## Питание
Рацион питания соответствует рациону европейской галки. Птица питается насекомыми и другими беспозвоночными животными, семенами, ягодами и зерном.

## Размножение

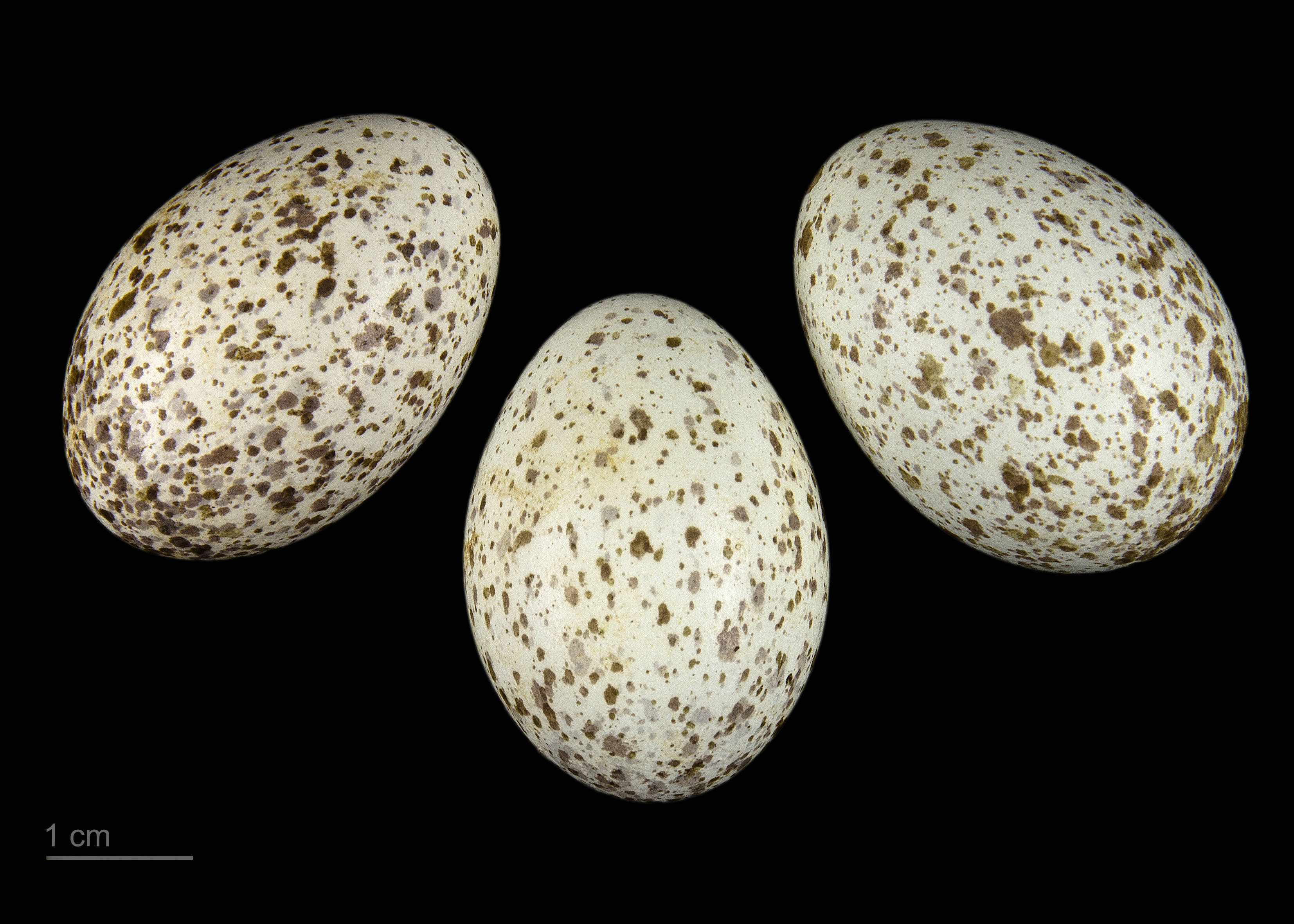
яйцо Coloeus dauuricus - Тулузский музеум

Своё гнездо даурская галка предпочитает устраивать в дуплах деревьев, расщелинах скал и разрушенных зданиях. В кладке 6 голубовато-зелёных с бурыми пятнышками яиц. Насиживает самка.